# آنری بار
آنری بار (فرانسوی: Henri Bard‎; ۲۹ آوریل ۱۸۹۲ – ۲۶ ژانویهٔ ۱۹۵۱) بازیکن فوتبال اهل فرانسه بود.
از باشگاه‌هایی که در آن بازی کرده‌است می‌توان به باشگاه فوتبال سروت ۱۸۹۰ اشاره کرد.